# Regálé
A regálé (latinul iura regalia), királyi haszonvétel volt a neve az államkincstárat illető, királyi felségjogon szedett jövedelmeknek. A nagyobb regálék (iuria regalia majora, essentialia) a korona jövedelmeihez tartoztak és közszükségletek fedezésére szolgáltak. Elidegenítésüket vagy elzálogosításukat törvények tiltották. A kisebb regálék (iura regalia minora) a nemesi jószágok tulajdonával összekötött királyi haszonvételek voltak.

## Fontosabb királyi regálék
- urbura, vagy bányajövedelem volt a kitermelt ércek (arany, ezüst, réz) után fizetendő illeték neve. Eredetileg kizárólag a királyt illették, de Károly Róbert átengedte a jövedelem egyharmadát a földek tulajdonosainak.
- nemesércek felvásárlásának monopóliuma
- pénzverés monopóliuma – a névérték és a fémtartalom értékének különbsége miatt
- ehhez kapcsolódott a kamara haszna, amely az általában évi kötelező pénzbeváltásból származó nyereséget jelentette
- a sótermelés és sóvágás jövedelme is a királyt illette, bár rendszerint bérlők szedték be
- be- és kiviteli vámok, pl. nyolcvanadvám, harmincadvám
- nyestadó (marturina)
- szabadok dénárja
- székelyek ököradója
- rendkívüli hadiadó (collecta, subsidium) – a porták után esetenként 1 aranyforint Károly Róbert idején
- városi adó – a városok évi egyösszegű adója (census, collecta)
- zsidóbér – a zsidók évi egyösszegű adója (census, collecta)
- pápai tized egyharmada Károly Róbert idején[1]

## Kisebb királyi haszonvételek
A földesurak és városok élvezte regálé jogok (regalia minora) közé tartozott már az Árpádok idejétől kezdve az 
- italmérés és kocsmaépítés joga
- húsvágás és húsmérés joga
- malomtartási jog (malomjog)
- vám- és révjog (jus telonii et nauli)
- vásárjog (jus nundinarum)
- az egyházi tized haszonbérlési joga.